# 1968 Мельтреттер
1968 Мельтреттер (1968 Mehltretter) — астероїд головного поясу, відкритий 29 січня 1932 року.
Тіссеранів параметр щодо Юпітера — 3,337.